# Van Partible
Van Partible (nascido: Efrem Giovanni Bravo Partible) é um animador dos Estados Unidos da América, famoso por criar a série de animação Johnny Bravo. Segundo Partible, Johnny Bravo é seu nome (Giovanni Bravo Partible): Johnny é Giovanni em inglês e a personagem é baseada em vários amigos que teve na juventude.
Partible nasceu em Manila, mas mudou-se para os Estados Unidos quando tinha nove meses. Ele cresceu em Salinas, Califórnia, com um grande amor pelo desenho. Apesar de ter crescido copiando obras de arte de coleções de histórias em quadrinhos antigas, foi somente na faculdade que Partible decidiu seguir carreira em animação. Partible frequentou a Loyola Marymount University, onde começou a trabalhar em um projeto de tese sênior intitulado Mess O' Blues (1993).

## Carreira

### Johnny Bravo
Após se formar em 1993 aos 22 anos, Partible não tinha a experiência e portfólio que os estúdios procuravam, e por um tempo trabalhou em um programa de creche para uma escola primária local. Mess O' Blues foi mostrado pelo professor de animação de Partible, Dan McLaughlin, a um amigo que trabalhava para a Hanna-Barbera Cartoons. O estúdio adorou o filme e pediu a Partible que fizesse uma proposta para um desenho animado de sete minutos baseado nele - o que se tornaria Johnny Bravo.
O curta foi produzido para o novo showcase de animação do Cartoon Network intitulado World Premiere Toons. Partible inicialmente trabalhou com Craig McCracken (criador de As Meninas Superpoderosas, Foster's Mansão para amigos imaginários e Galáxia Wander), Paul Rudish (designer dessa série) e Genndy Tartakovsky (criador de Laboratório de Dexter, Samurai Jack e Star Wars: Guerras Clônicas). Os únicos dois cartunistas que trabalharam na Hanna-Barbera recém-saídos da faculdade foram Partible e Seth MacFarlane (criador de Family Guy, American Dad! e The Cleveland Show). Partible mudou seu personagem de Mess O 'Blues para que "ele fosse mais um personagem icônico com aparência de James Dean dos anos 50 que falava como Elvis". Partible escolheu o dublador Jeff Bennett para interpretar Johnny Bravo apenas com base em sua jovem e elogiada impressão de Elvis.
O curta estreou no World Premiere Toons em 26 de março de 1995, e envolvia Johnny tentando marcar pontos com uma zeladora do zoológico capturando um gorila fugitivo. Partible, com uma pequena equipe de animadores, animou o curta internamente na Hanna-Barbera usando tinta e tinta digital (os últimos curtas e as três primeiras temporadas da série usariam, em vez disso, tinta e tinta tradicionais e câmera de filme). Seguiram-se mais dois curtas do programa (Jungle Boy em "Mr. Monkeyman" e Johnny Bravo e as Amazon Women), e os curtas foram tão populares que o Cartoon Network encomendou uma primeira temporada de série baseada em Johnny Bravo, composta por 13 episódios.

A equipe da primeira temporada de Johnny Bravo consistia em vários escritores, animadores e diretores de Toons de estreia mundial, incluindo MacFarlane, Butch Hartman, Steve Marmel e John McIntyre. O cartunista veterano e lenda da animação Joseph Barbera também foi consultor criativo na primeira temporada da série. A série estreou em 14 de julho de 1997, e três temporadas adicionais se seguiram. Partible foi demitido após a primeira temporada, em meio à aquisição da Turner Broadcasting pela Warner Bros.; ele voltou para produzir "A Johnny Bravo Christmas" e sua quarta temporada.